# Sandra Baía
Sandra Baía (Lisboa, 26 de septiembre de 1968) es una artista multidisciplinar portuguesa.

## Biografía
Nació en Lisboa en 1968. Al terminar sus estudios secundarios, se trasladó a París y Londres, donde comenzó su carrera en la industria de la moda. En 1995, regresó a Portugal y cursó, durante dos años, los cursos de Pintura y Dibujo en Bellas Artes. Tras esta etapa formativa, continuó de manera autodidacta.
En 2002 inició su trayectoria artística multidisciplinar que refleja una experimentación con diferentes técnicas, materiales y escalas. A lo largo de su carrera, sus procesos de representación pasan de la bidimensionalidad a la tridimensionalidad, de la pintura al objeto en el espacio, del expresionismo al minimalismo, de la figuración a la abstracción.
En 2015 comenzó una nueva etapa de expansión experimental en su carrera. Abandonó el lienzo, y se concentró en la tridimensionalidad del objeto en el espacio. También introdujo nuevos materiales, como el acero, el acrílico y diversos compuestos de aluminio. En cuanto a las instalaciones, abandona el espacio expositivo interior y apuesta por la ocupación del espacio público por la obra artística. Las obras Pillow Talk (2015), Imitative (2016) y Entalada (2018) son representativas de este proceso, entre las que hay varios puntos comunes: la gran escala y el minimalismo conceptual.

## Estilo artístico

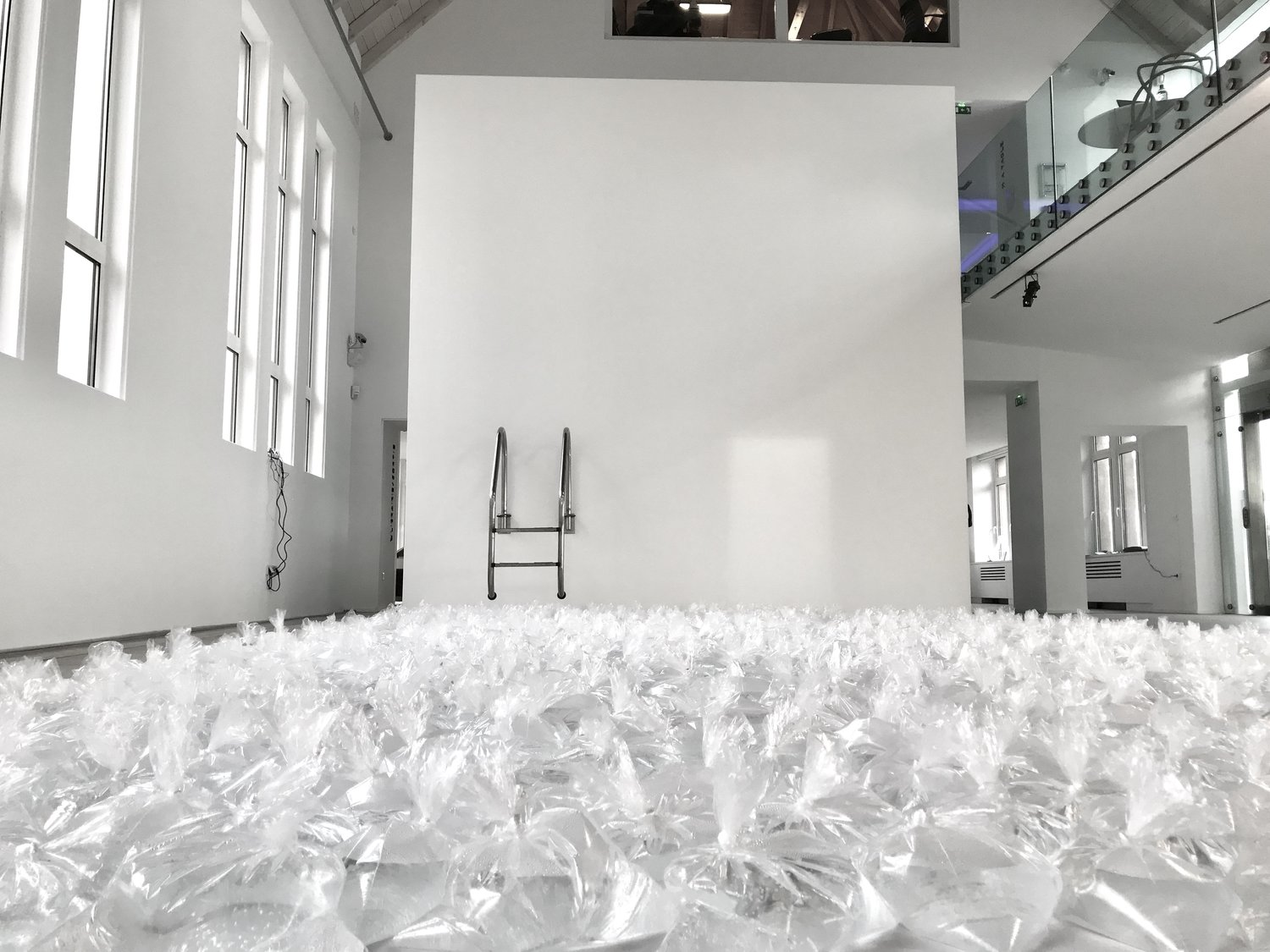
Fundación François Schneider

Su creación artística refleja su sentido de pertenencia al contexto contemporáneo, explorando y superponiendo múltiples lenguajes artísticos. Adopta una amplia variedad de técnicas y materiales industriales como metáfora de una sociedad posmoderna. Su trabajo comparte cuestiones comunes a una expresión artística que dirige la experiencia del espectador más allá del dominio puramente visual y convoca a una participación física o somática, a través de la tridimensionalidad minimalista, orgánica y abstracta de la escultura y la instalación site-specific de pequeña, mediana y gran escala. Desde la perspectiva de esta interacción ambiental, se explora la íntima relación entre obra y espacio, en tanto se sugiere una relación visual, física y cognitiva, y la creación de espacios o ambientes discursivos en los que el espectador experimenta conceptos como masa, peso y gravedad así como, la fluidez, la fragilidad y la inestabilidad.

## Obra

### Exposiciones (selección)
- Fuck Art Let´s Eat, colectiva, Museo Amadeu de Souza Cardoso, Amarante, Portugal (2020) y Galería Fernando Santos, Oporto, Portugal (2019).[5]
- One´s story is not enough, Galería Fernando Santos, Oporto, Portugal (2019).[6]
- Water Memory, Contemporary Talents 7.ª edición, Fondation François Schneider, Wattwiller, Francia (2019).[7]
- Simplicity isn´t simple, Fundação Dom Luís, Cascais, Portugal (2017)[8]
- Dans La Rôle, Museo São João de Deus, Telhal, Portugal (2017)
- Água Pedra, Museo del Côa, Foz Côa, Portugal (2017)
- Arte Rio, Tal Art Gallery, Feira Internacional do Rio, Rio de Janeiro, Brasil (2017)
- Petra Gut Contemporary, Zúrich, Suiza (2017)
- Dialog N1 - Light – Aura – Reflex, Galería Tal, Portugal y Río de Janeiro, Brasil (2017)
- Special Random, Palacio Nacional de Mafra, P28, Mafra, Portugal (2016)
- mOstra Lisboa, Portugal (2016)[9]
- (de) Nature, Underdogs Gallery @ Com. Horta, Comporta, Portugal (2015)
- Looking is not Seeing, Galería Hadid, Los Ángeles, EE. UU. (2012)

### Proyectos Comisionados
- Entalada, Proyecto Travessa da Ermida, Lisboa (2018).[10]
- Personal Structures, Bienal de Venecia, Centro Cultural Europeo, Venecia, Italia (2017)[11]
- Imitative, Bacalhôa Buda Eden, Colección Berardo, Bombarral (2016).[12]
- Pillow Talk, Bacalhôa Buda Eden, Colección Berardo, Bombarral (2016).[13]

### Colecciones
Su obra se encuentra en las colecciones de la Fundación Andy MacDonald, la Colección Berardo, la Cinemateca Portuguesa, la Cruz Roja, el Grupo Espírito Santo, el Museo de Arte Contemporáneo Helga de Alvear de Cáceres, la Fundación François Schneider, la Fundación Didac, la Colección Norlinda y José Lima, o la Fundación Teresa Regojo, entre otros.

## Premios y reconocimientos
- Talentos Contemporáneos 7.ª edición, Fondation François Schneider, Wattwiller, Francia.[16]